# 石景山游乐园
石景山游乐園（地铁站名：八角游乐园）是一個大型综合游乐園，位于北京市石景山區，是北京市第二大综合性游乐園。石景山遊樂園建於1986年，佔地26萬多平方公尺。遊樂園中有中國園林與西方城堡的融合風格。此游乐园属于国营，按照美联社报道，属石景山区政府所有，上级股东为北京市石景山区国有资本投资有限公司。该游乐园有时也会承办一些动漫展。

2020年10月在石景山遊樂園舉行的第九屆「動漫北京」
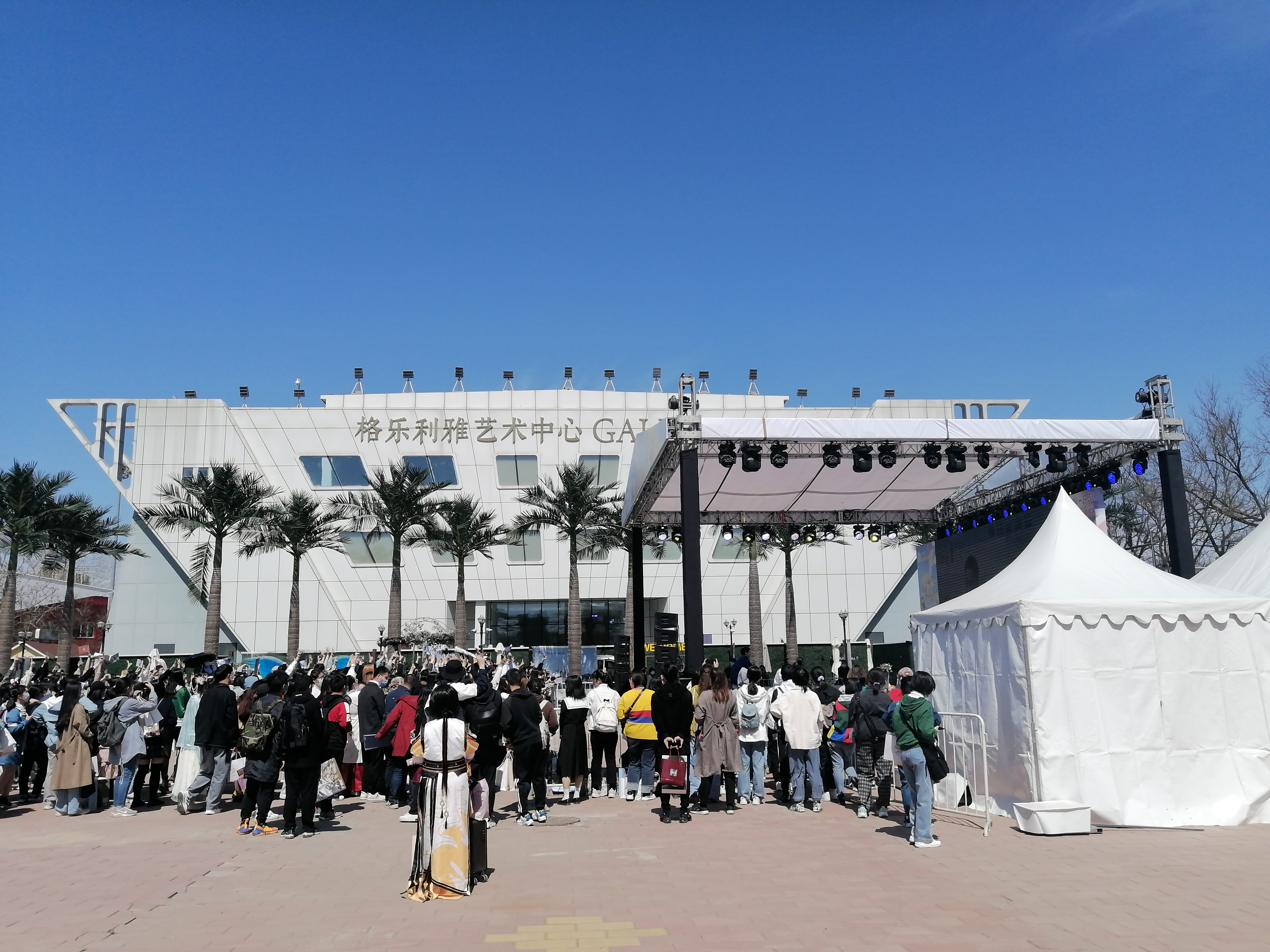
2021年4月在石景山遊樂園舉行的梦次元25春日动漫游
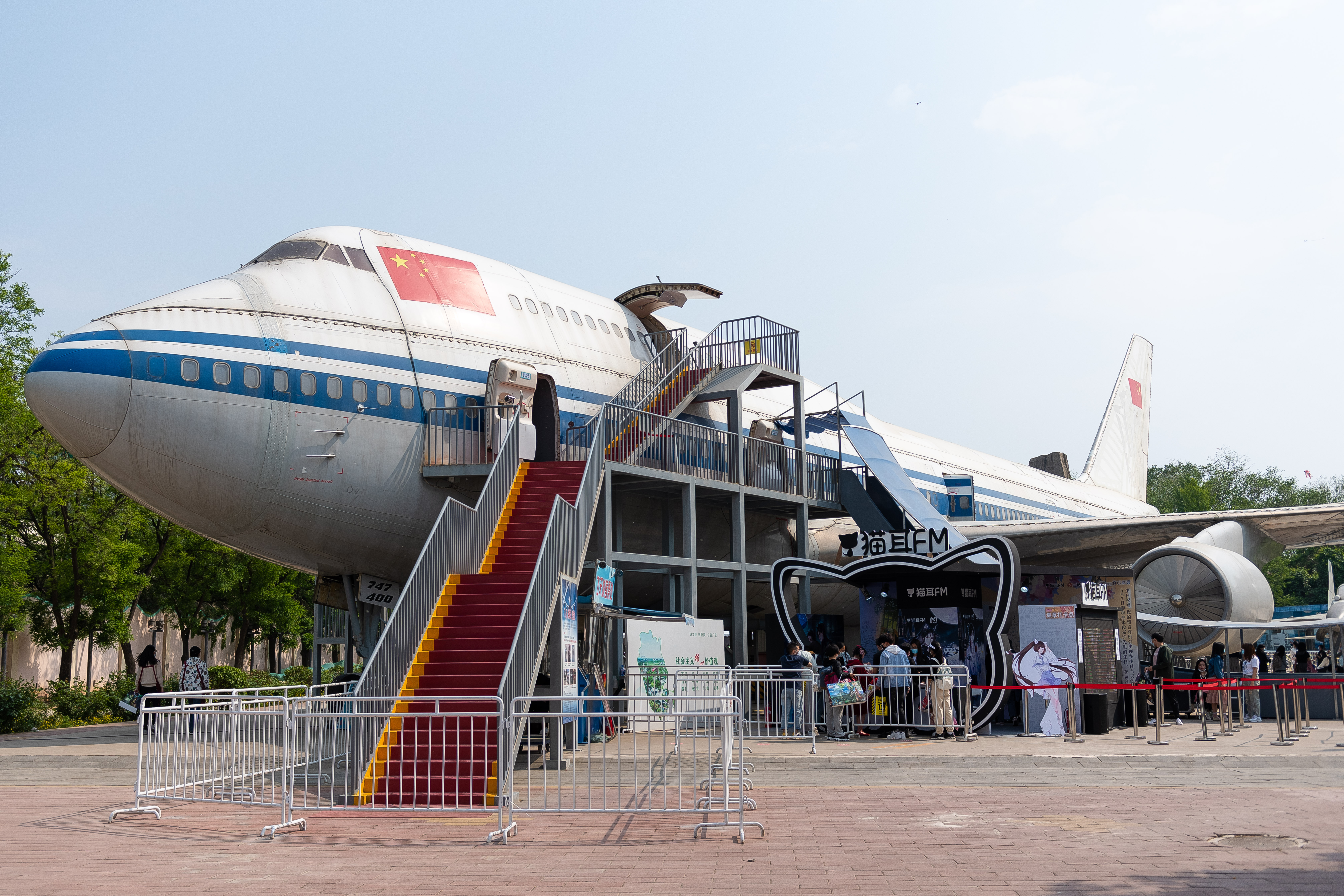
由中国国际航空公司B-2468号波音747-400改装的飞天城

## 涉嫌抄襲迪士尼樂園事件
2007年5月初，日本傳媒富士电视台的FNN新闻揭發石景山遊樂園涉嫌抄襲迪士尼樂園，有米奇老鼠、唐老鴨及小熊維尼等卡通人物，亦有日本漫畫人物哆啦A夢、Hello Kitty等，宣傳口號則稱「去迪士尼太遠，請來石景山遊樂園！」，在中國大陸以外的地區受到廣泛關注，香港、台灣等地亦透過網路傳播此段新聞短片而迅速知名。
華特迪士尼公司隨後亦派員調查，石景山遊樂園當局也作出相應的措施。当被日本记者询问时，该游乐园的总经理说此游乐园的动画人物都是从格林童话而来。关于米奇老鼠的问题，他说所关人物不是米奇老鼠而是“大耳猫”，但當有關記者詢問工作人員時，工作人員則指該卡通為米奇老鼠。其後，該總經理稱該工作人員與該園無關。5月10日，美联社报道，此游乐园的代表说该游乐园的律师正在与华特迪士尼公司协商此事，结果会在近期内出现。
根据新浪网在2007年5月的一项调查，约60%以上的网民认为石景山游乐园翻版迪士尼“是一种盗版行为”，也有20%左右的网民认为“没有错”，“只是使用了迪士尼创造出来的卡通人物”。
2011年中国日报报道，该游乐园可能移除了部分迪士尼的卡通形象。